# Duckman
Duckman – Private Dick/Family Man ist eine US-amerikanische Zeichentrickserie, die von Jeff Reno und Ron Osborn entwickelt wurde und auf den Dark Horse Comics von Everett Peck basierte.

## Inhalt
Die Serie beschreibt das Leben des Privatdetektivs Eric Tiberius Duckman, einer Ente mit meist mäßigem Berufsleben und noch schlechterem Erfolg im Liebesleben. Duckmans geliebte Ehefrau Beatrice verstarb (vermutlich) vor der ersten Folge und sein Haushalt besteht nun aus seiner aerobicsüchtigen Schwägerin Bernice, die ihn als Versager betrachtet, seiner komatösen Schwiegermutter und seinen genialen Söhnen Charles und Mambo, die sich in einem Körper mit zwei Köpfen befinden, sowie seinem älteren Sohn Ajax, der im Gegensatz dazu eher am anderen Ende der Intelligenzskala zu vermuten ist.
Duckman vermasselt die meisten seiner Aufträge und überlebt zumeist nur dank seines Geschäftspartners Cornfed (ein Schwein), in dem ungeahnte Talente schlummern.
Zwei weitere Figuren sind die Teddybären Uranus und Fluffy, Duckmans Assistenten, die von ihm prinzipiell nur mit Verachtung behandelt, meist aber gleich auf irgendeine brutale Methode ermordet oder zumindest verstümmelt werden. Als Comicfiguren sterben sie allerdings nicht und behalten trotz allem ihre vor Glückseligkeit triefende Fröhlichkeit, die an die Kindercartoonserie Die Glücksbärchis erinnert.
Duckmans Erzfeind ist King Chicken, der fallweise auftaucht, um ihm das Leben schwer zu machen.

### Letzte Episode und Ende der Serie
Folge 70 mit dem Titel Four Weddings Inconceivable, die offiziell letzte Folge, endet mit einem sogenannten Cliffhanger. Duckman findet etwas heraus, was ihm Cornfed eigentlich schon lange hätte sagen sollen, jedoch anscheinend vergessen hat. Es wird zwar mit Fortsetzung folgt... die nächste Folge mit der Auflösung angekündigt, diese ist jedoch nie erschienen.

## Produktion und Veröffentlichung
Die 70 Folgen der Serie entstanden zwischen 1993 und 1997 und wurden vom Sender USA Network erstmals ausgestrahlt. Die Produktion oblag der Firma Klasky Csupo. Der Sender Comedy Central strahlte alle Episoden der Serie (zum Teil geringfügig gekürzt) ab 2002 erneut aus.
Im deutschen Sprachraum lief Duckman zuerst am 5. Januar 1996 im Nachtprogramm von RTL II. Seit Februar 2007 läuft die Sendung wieder auf dem über Premiere ausgestrahlten Sender Junior im Abendprogramm. Bislang wurden nur die ersten 26 Folgen im deutschen Sprachraum gesendet.

### Synchronisation
Im Original liehen bekannte Schauspieler den Figuren der Serie ihre Stimme, so z. B. Duckman: Jason Alexander (George in Seinfeld), King Chicken: Tim Curry (Hollywood-Schauspieler) und Art „Bones“ McSalvo: Gilbert Gottfried (Comedian), um nur einige zu nennen. Des Weiteren kommen einige Cameos (Gastauftritte) vor.
Die Serie wurde auch auf Deutsch synchronisiert. Synchronstimme von Duckman war der als deutsche Stimme von Jim Carrey bekannte Stefan Fredrich, der wie im englischen Original (Jason Alexander) sehr schnell sprechen kann. Duckmans Partner Cornfed wird von Jan Spitzer gesprochen.